# Castello De Falconibus
Das Castello De Falconibus ist eine Burg im Zentrum der Gemeinde Pulsano in der italienischen Region Apulien, Provinz Tarent.

## Beschreibung

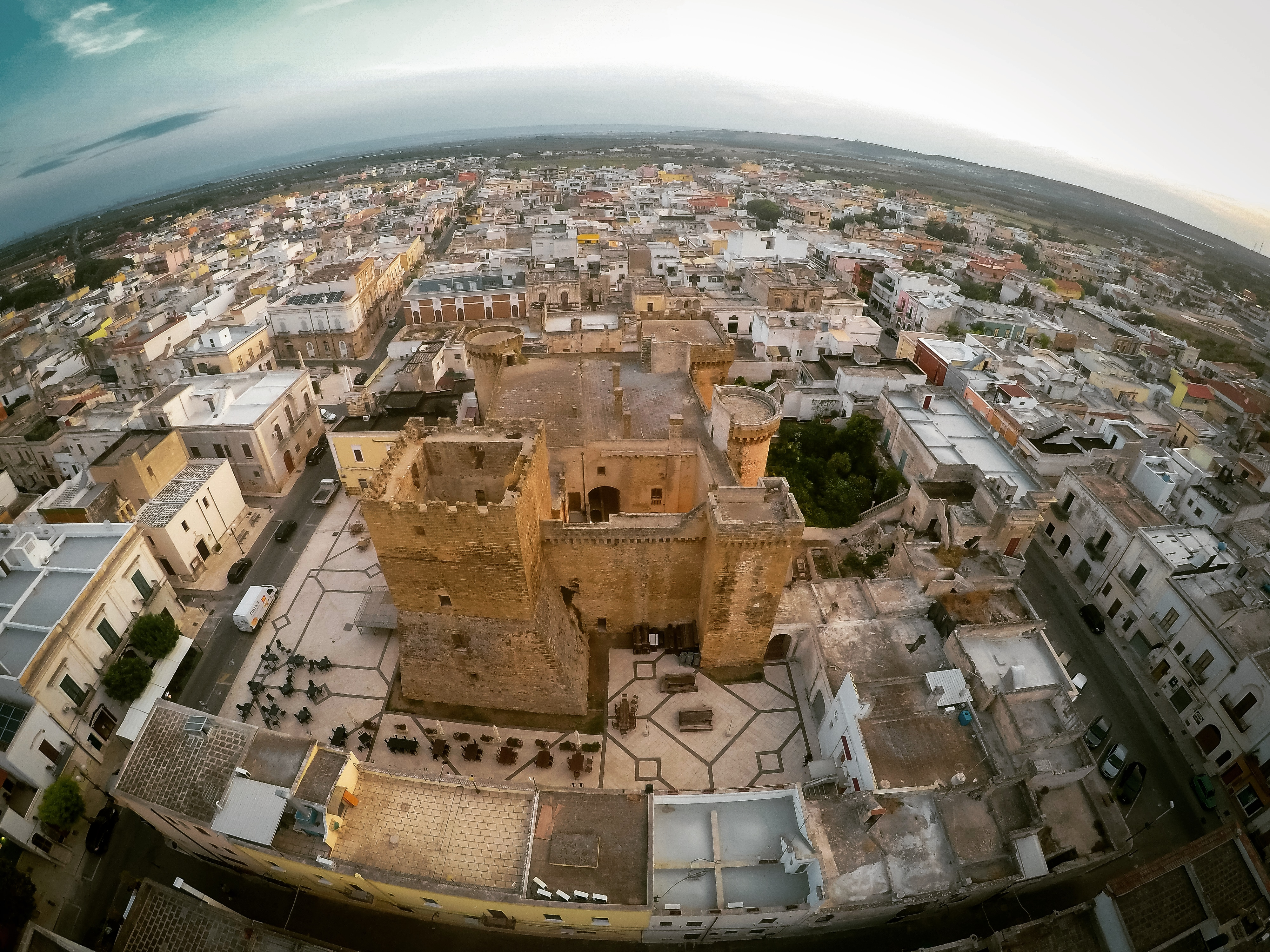
Die Festung von oben

Sie liegt in der Nordostecke der Mauer. Der Eingang ist von Westen, von der Piazza Castello aus. Die rechteckige Anlage hat drei Stockwerke und fünf Türme unterschiedlicher Größe und Form.

## Geschichte
Die Burg bestand anfangs nur aus einem einzigen Turm, dem Torre Quadrata (oder Torre Massima), der heute zur Piazza Castello hinaus zeigt und als Jagdschloss diente. Um 1100 zog die örtliche Bevölkerung, vermutlich gedrängt von den ständigen Überfällen sarazenischer Piraten, von der Küste ins Landesinnere und fand in dem Turm Schutz, der von der Küste aus nicht zu sehen ist.
Die Familie De Falconibus erwarb den halb baufälligen Turm und erweiterte die Anlage durch vier weitere Türme, alle unterschiedlicher Gestalt. 1274 gehörten Festung und das zugehörige Lehen der Familie Sambiasi, 1350 fielen sie an F. dell'Antognietta, der anschließend die Festung an Ercole Petugy verkaufte. Dieser ließ den Torre Quadrata restaurieren. Später kehrten die De Falconibus zurück, die nach der Zerstörung der Burg im Jahre 1388 im Jahre 1430 mit deren Wiederaufbau begannen und diesen 1435 abschlossen. Aus diesem Grund nennt man die Festung noch „Castello De Falconibus“. Von dort aus führt ein unterirdischer Gang, der heute zugemauert ist, zum Castello Muscettola und zum Meer.
Die Burg, die, nachdem sie durch die Hände anderer Besitzer ging, in das Eigentum der Muscettolas gelangte, war mit einem Burggraben und einer Zugbrücke ausgestattet. In den ersten Jahren des 19. Jahrhunderts wurden im Auftrag von Joachim Murat die drei Kanonen, die dort aufgebaut waren, nach Tarent gebracht, und zur Verteidigung der Stadt gegen die Spanier eingesetzt. 1819 verpachtete der Herr Giovanni Muscettola das Gelände des Burggrabens an einige Familien, die es als Garten nutzten. Dieser Umstand besteht bis heute, wodurch die nördliche und die östliche Mauer zusammen mit drei der fünf Türme vollständig in die angrenzenden Grundstücke integriert und durch deren Mauern verborgen sind. In der Tat war bis in die 1990er-Jahre auch ein Teil der südlichen Mauer unzugänglich, da er Teil eines kleinen Gebäudes aus dem Beginn des 20. Jahrhunderts war, in dem bis in die 1960er-Jahre ein öffentliches Telefon untergebracht war; später wurde dieses abgerissen.
Die Burg befindet sich dank Giovanni Giannone, der sie nach dem Tod es letzten männlichen Erben der Muscettolas kaufte und der Gemeinde stiftete, seit Beginn des 20. Jahrhunderts in kommunaler Verwaltung. Man findet dort die Wappen der De Falconibus und der Muscettolas. Heute dient die Anlage als Kunstausstellung und der Gemeinderat ist dort untergebracht (Dort war einige Jahre lang eine lebende Krippe untergebracht und die Gemeindeverwaltung befindet sich seit vielen Jahren in einem anderen Gebäude, das extra für diesen Zweck gebaut und nach Luigi Sturzo benannt wurde.). In der Festung sind Fragmente bildlicher Verzierungen und einige kleine Steinreliefe erhalten.